# North American Soccer League (2011-2017)
De North American Soccer League (NASL) is een voetbalcompetitie in de Verenigde Staten en Canada die bestond tussen 2011 en 2017.
De NASL werd eind 2009 opgericht nadat verschillende clubs gebroken hadden met de United Soccer Leagues. De competitie werd gespeeld op het tweede niveau, onder de Major League Soccer.
Het was de bedoeling dat er in april 2010 van start gegaan zou worden maar de United States Soccer Federation hield dit tegen. Wel werd een tijdelijke USSF Second Division goedgekeurd die slechts één seizoen gespeeld werd. Teams uit de USL First Division en de teams die al in de NASL zaten, namen deel aan de NASL.
Voor het seizoen 2018 kreeg de competitie geen licentie van de Amerikaanse voetbalbond. De NASL poogde tevergeefs in 2019 terug te keren en toen meerdere clubs de NASL verlieten hield de competitie op te bestaan.

## Erelijst
| Seizoen | Kampioen (Soccer Bowl Trophy) | Reguliere seizoen     | Voorjaar kampioenschap | Najaar kampioenschap  |
| ------- | ----------------------------- | --------------------- | ---------------------- | --------------------- |
| 2011    | NSC Minnesota Stars           | Carolina RailHawks    | –                      | –                     |
| 2012    | Tampa Bay Rowdies             | San Antonio Scorpions | –                      | –                     |
| 2013    | New York Cosmos               | Carolina RailHawks    | Atlanta Silverbacks    | New York Cosmos       |
| 2014    | San Antonio Scorpions         | Minnesota United FC   | Minnesota United FC    | San Antonio Scorpions |
| 2015    | New York Cosmos               | New York Cosmos       | New York Cosmos        | Ottawa Fury           |
| 2016    | New York Cosmos               | New York Cosmos       | Indy Eleven            | New York Cosmos       |
| 2017    | San Francisco Deltas          | Miami FC              | Miami FC               | Miami FC              |

## Enkele deelnemende teams
| Team                     | Stad                      | Stadion                     | Opgericht | Eerste seizoen |
| ------------------------ | ------------------------- | --------------------------- | --------- | -------------- |
| Atlanta Silverbacks      | Atlanta, Georgia          | Atlanta Silverbacks Park    | 1998      | 2011           |
| Carolina RailHawks       | Cary, North Carolina      | WakeMed Soccer Park         | 2006      | 2010           |
| FC Edmonton              | Edmonton, Canada          | Foote Field                 | 2010      | 2011           |
| Fort Lauderdale Strikers | Fort Lauderdale, Florida  | Lockhart Stadium            | 2006      | 2010           |
| Montreal Impact          | Montreal, Canada          | Saputo Stadium              | 1992      | 2011           |
| Minnesota Stars          | Blaine, Minnesota         | National Sports Center      | 2010      | 2010           |
| New York Cosmos          | Hempstead, New York       | James M. Shuart Stadium     | 2010      | 2013           |
| Puerto Rico Islanders    | Bayamón, Puerto Rico      | Estadio Juan Ramón Loubriel | 2003      | 2011           |
| San Antonio Scorpions    | San Antonio, Texas        | STAR Soccer Complex         | 2010      | 2012           |
| Tampa Bay Rowdies        | Saint Petersburg, Florida | Progress Energy Park        | 2008      | 2010           |